# 1932 en Italie
Chronologie de l'Italie
- 1928
- 1929
- 1930
- 1931
- 1932
- 1933
- 1934
- 1935
- 1936

## Événements
- 4 janvier : convention entre l'Italie et la Turquie au sujet de l'île de Castellorizo, dans le Dodécanèse italien[1].
- 23 janvier : premier numéro de La Settimana Enigmistica, hebdomadaire italien de mots croisés et casse-têtes publié à Milan[2].
- 24 janvier : le général Pietro Badoglio annonce l'occupation militaire de toute la Libye[3].

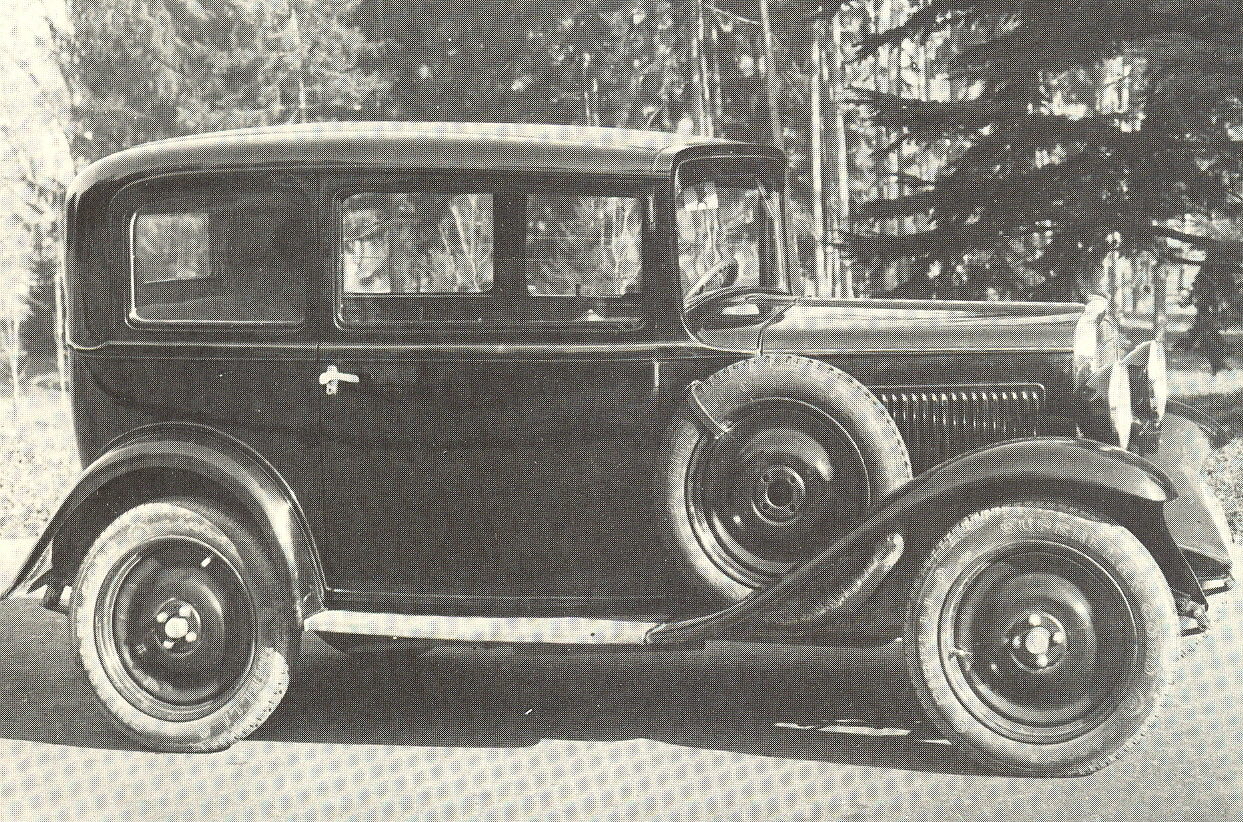
Fiat 508 Balilla 1932.

- 12 avril : la nouvelle Fiat 508 Balilla est présentée au salon international de l’automobile de Milan[4].

- 8 mai : Tazio Nuvolari remporte la XXIIIe Targa Florio, au volant d'une Alfa Romeo Monza de la Scuderia Ferrari, sur le petit circuit des Madonies, en Sicile[5].

- 4 juin : arrestation d'Angelo Pellegrino Sbardellotto, opposant au régime fasciste de Benito Mussolini[6].
- 17 juin : les antifascistes Domenico Bovone et Angelo Pellegrino Sbardellotto sont fusillés à Rome[7].

- 20 juillet : remaniement ministériel. Les ministres Dino Grandi (Affaires étrangères) et Giuseppe Bottai (Corporations) démissionnent et Mussolini assume personnellement leurs fonctions. Grandi devient ambassadeur d'Italie à Londres[8].

- 5-20 septembre : conférence internationale de Stresa sur l'Europe centrale et orientale[9].

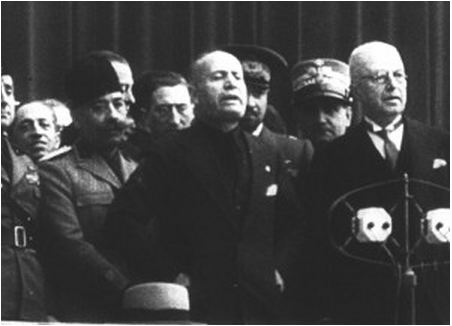
Mussolini à Turin en compagnie de Giovanni Agnelli.

- 23 octobre : Mussolini célèbre le dixième anniversaire de la marche sur Rome à Turin[10] avec Giovanni Agnelli et Vittorio Valletta de la Fiat.
- 28 octobre : 
  - inauguration de la Via dell'Impero à Rome[11].
  - ouverture de la Mostra della Rivoluzione fascista (it) au Palais des expositions de Rome pour célébrer le dixième anniversaire de la Marche sur Rome et de l'accession au pouvoir de Mussolini (fin le 28 octobre 1934)[12].

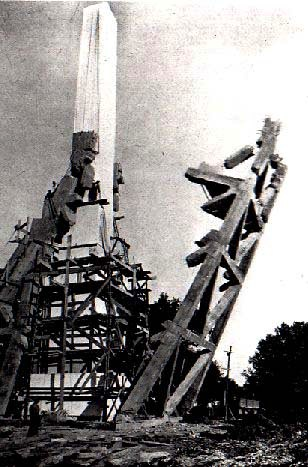
Érection de l'obélisque du Foro Italico à Rome

- 4 novembre : inauguration du Foro Mussolini à Rome, avec un monolithe dédié à Mussolini, le Palazzo dell'Accademia Fascista et le Stadio dei Marmi[13].
- 5 novembre : amnistie à l'occasion du dixième anniversaire du régime ; des centaines d'antifascistes sont libérés[14].

- 12-13 novembre : conférence générale de la Concentrazione Antifascista Italiana tenue à Paris[15].
- 17 novembre : nouveaux statuts du Parti national fasciste, définit comme « une milice civile, aux ordres du Duce, au service de l'État fasciste »[16].
- 30 novembre : mise en service du paquebot Conte di Savoia entre Gênes et New York[17].

- 12 décembre : l'inscription au Parti national fasciste est obligatoire pour accéder au concours d'entrée pour un poste de fonctionnaire[18].
- 18 décembre : Mussolini inaugure la ville nouvelle de Littoria, dans le Latium, construite dans une zone marécageuse récemment assainie[19].

- Le nombre d’employés de la fonction publique, qui a augmenté de 94,4 % depuis 1923, passe de 1932 à la guerre de 638 329 à 990 000[20].
- 1,3 million de chômeurs en Italie[21].

## Culture

### Cinéma

#### Mostra de Venise
- Meilleur acteur : Fredric March pour Docteur Jekyll et Mr. Hyde (Dr. Jekyll and Mr. Hyde) de Rouben Mamoulian
- Meilleure actrice : Helen Hayes pour La Faute de Madelon Claudet (The Sin of Madelon Claudet) de Edgar Selwyn
- Meilleur réalisateur : Nikolai Ekk pour Le Chemin de la vie (Putyovka v zhizn)

### Littérature

#### Prix et récompenses
- Prix Bagutta : Leonida Rèpaci, Storia dei fratelli Rupe, (Ceschina)
- Prix Viareggio : Antonino Foschini, La avventura di Villon

## Naissances en 1932
- 5 janvier : Umberto Eco, écrivain et universitaire. († 19 février 2016)
- 6 février : Mario Sossi, magistrat et homme politique. († 6 décembre 2019)
- 31 mars : Tullio De Mauro, linguiste et homme d’État. († 5 janvier 2017)
- 7 avril : Carlo Sabatini, acteur. († 10 avril 2020)
- 22 avril : Jimmy il Fenomeno (Luigi Origene Soffrano), acteur. († 6 août 2018)
- 19 juin : Pier Angeli, actrice. († 10 septembre 1971)
- 25 juin : Alberto Izzo, architecte. († 28 octobre 2019)
- 27 septembre : Mario Bertoncini, compositeur et pianiste. († 19 janvier 2019)
- 23 novembre : Renato Raffaele Martino, cardinal, président émérite du conseil pontifical Justice et Paix.

## Décès en 1932
- 1er mars: Dino Campana, 46 ans, poète, auteur des Canti Orfici (Chants orphiques), recueil de poèmes écrits entre 1906 et 1912 et publié en 1914. (° 20 août 1885)
- 20 avril : Giuseppe Peano, 73 ans, mathématicien, pionnier de l’approche formaliste des mathématiques. (° 27 août 1858)
- 20 septembre : Giacomo Gandi, 86 ans, peintre, connu pour ses scènes de genre. (° 29 juin 1846)

- Gerolamo Lo Savio, 74 ans, réalisateur de la période du cinéma muet. (° 26 décembre 1857)